# Betainy

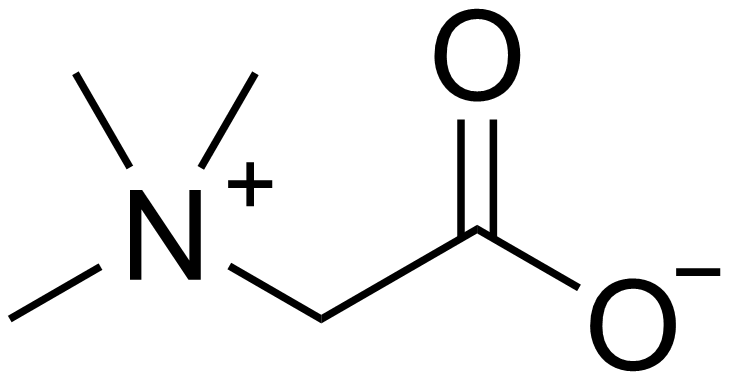
N,N,N-trimetyloglicyna jako przykład jednej z najprostszych betain

Betainy – organiczne związki chemiczne, jony obojnacze zawierające rozseparowane fragmenty o ładunku dodatnim i ujemnym (w przeciwieństwie do ylidów, w których atom o ładunku ujemnym sąsiaduje z atomem o ładunku dodatnim). Atom obdarzony ładunkiem dodatnim nie może przy tym mieć przyłączonych do siebie atomów wodoru, a wypadkowy ładunek cząsteczki wynosi 0. Typowe betainy to związki amoniowe i fosfoniowe, zawierające odpowiednio azot i fosfor jako atomy kationowe.
Nazwa pochodzi od betainy, czyli N,N,N-trimetyloglicyny, wykrytej w XIX wieku w burakach cukrowych.
Przykłady:
(CH
3)
3N+
CH
2COO−
 (betaina glicynowa)
(CH
3)
3P+
CH
2SO−
3
(Ph)
3P+
CH
2CH
2O−

## Właściwości
Betainy w części oniowej mają trwały ładunek dodatni, nie są więc związkami amfoterycznymi. Mogą występować jedynie w formie jonów obojnaczych (w warunkach zasadowych i obojętnych) lub jako kationy (w warunkach kwasowych). Z mocnymi kwasami tworzą sole, które można wyizolować w formie ciał stałych, np. :
(CH
3)
3N+
CH
2CO−
2 + HCl → [(CH
3)
3N+
CH
2COOH]Cl−

Betainy amoniowe o różnej budowie stanowią jedną z grup surfaktantów i wykorzystywane są jako detergenty. Ze względu na trwały ładunek dodatni klasyfikowane są jako surfaktanty kationowe.